# 박명근 (야구 선수)
박명근(2004년 3월 27일~)은 KBO 리그 LG 트윈스의 투수이다.

## LG 트윈스시절
2023년에 입단하였다. 2023년 4월 1일 kt 위즈와의 경기에 구원 등판하며 데뷔 첫 경기를 치렀고, 경기에서 0.1이닝 7실점을 기록했다.

## 출신 학교
- 구리수택초등학교 (구리리틀)
- 구리인창중학교
- 평택라온고등학교